# Rambures
Rambures é uma comuna francesa na região administrativa de Altos da França, no departamento de Somme. Estende-se por uma área de 9,9 km². Em 2010 a comuna tinha 348 habitantes (densidade: 35,2 hab./km²).